# رخم
تقع قرية رخم في سهل حوران بمحافظة درعاو تبعد عن مدينة درعا حوالي 37 كم باتجاه الشرق، إلى الشمال من طريق بصرى السياحي. بين بلدتي المليحة الغربية في الشمال، والكرك الشرقي في الجنوب والرخم إحدى القرى الريفية الصغيرة الهادئة في محافظة درعا.

## السكان
عدد السكان حوالي 1.600 نسمة ويعزو عدد سكانها الضئيل نسبة إلى قدمها السكاني المتوغل في القدم إلى هجرة أغلب سكانها إلى الكثير من الدول الغربية والعربية وهناك قسم كبير يقطن العاصمة دمشق وفي مدينة درعا. ولا يأتون إليها إلا في أوقات الصيف لقضاء إجازتهم حيث طقس الطبيعة الهادئ يستقطب الكثيرين.

## القرية ومنشآتها
تتبع قرية رخم لبلدة المليحة الغربية. وفيها مدرسة ابتدائية ومسجد وكنسيتين واحدة قديمة والأخرى حديثة وشبكة هاتف، وفيها كذلك صالة للأفراح وجميع المناسبات.
وتعتبر القرية من القرى المهمشة من قبل البلدية والمنسية من قبل المحافظة وتفتقر للخدمات مقارنة بما يجاورها من قرى محافظة درعا
مساحة المخطط التنظيمي قرابة 100 هكتار، عدا عن الأراضي الزراعية التي تعتمد على مياه الطار القليلة للغاية.

## التاريخ
تشير الدلائل الأولى لعملية الاستيطان البشري فيها إلى ما قبل الميلاد على أقل تقدير (أواسط الألف الأول قبل الميلاد). وهي تتميز بطبيعة صخرية حيث تم الاعتماد في الاستيطان على جرف بازلتي عال يزيد ارتفاعه عن عشرين مترًا، وعلى واد طبيعي يدعى (وادي الذهب) قادم من الشرق من مرتفعات جبل العرب، بما كان يجلبه من كميات مياه صافية طيلة أوقات الشتاء والربيع وحتى أجزاء ً من فترة الصيف ولم تقف حدود الاستفادة منه الماء المتدفقة منه فقط، وإنما قام أصحاب البلدة ببناء وإشادة عدد من البرك وذلك لتخزين كميات احتياطية من الماء لاستخدامها أوقات الجفاف وفي الظروف الصعبة ,إلا أن هذا الوادي تم قطعه منذ عقود من قرية السكاكة الصغيرة المجاورة.
وكان للموقع المتميز لهذه القرية والجرف الطبيعي الذي أشيدت عليه وامتداد السهل في كل الجهات الدور الأكبر في إشرافها على مساحات كبيرة ومراقبة جميع الجهات ورصد حتى جبل العرب الجاثم في الشرق دوراً مهماً في جعلها من أقدم القرى المسكونة وفيها آثار ضاربة في التاريخ تعود للعصر الروماني وبها العديد من الكنائس الرومانية المهملة والقناطر الفريدة ونفق أثري تم إغلاقه.